# Фаро (Каљари)
Фаро је насеље у Италији у округу Каљари, региону Сардинија.
Према процени из 2011. у насељу је живело 8 становника. Насеље се налази на надморској висини од 42 м.